# As Mentiras que os Homens Contam
As Mentiras que os Homens Contam é um livro escrito pelo autor brasileiro Luiz Fernando Veríssimo, publicado em 2000.
A editora Objetiva começou com este livro a reorganizar por temas as crônicas de toda a carreira de Veríssimo. Nesta primeira compilação, as mentiras e dissimulações dos homens (e também das mulheres) são o assunto que une as histórias. Em 2015, o livro recebeu uma sequência centrada no sexo feminino, As Mentiras que as Mulheres Contam.